# 碓冰峠
碓冰峠（日语：／）是一段位在日本群馬縣安中市松井田町和長野縣北佐久郡輕井澤町交界處、跨越日本中央分水嶺的道路。標高約960m。信濃川水系和利根川水系的中央分水嶺。峠的長野縣側的降雨流向日本海，群馬縣側的降雨流向太平洋。
古代表記為碓冰坂、宇須比坂、碓日坂等，中世表記為臼井峠、臼居峠。近世以降統一表記為碓冰峠。部分地區的中文常以「嶺」或「卡」代替較難發音與輸入的和製漢字「峠」。

## 歷史

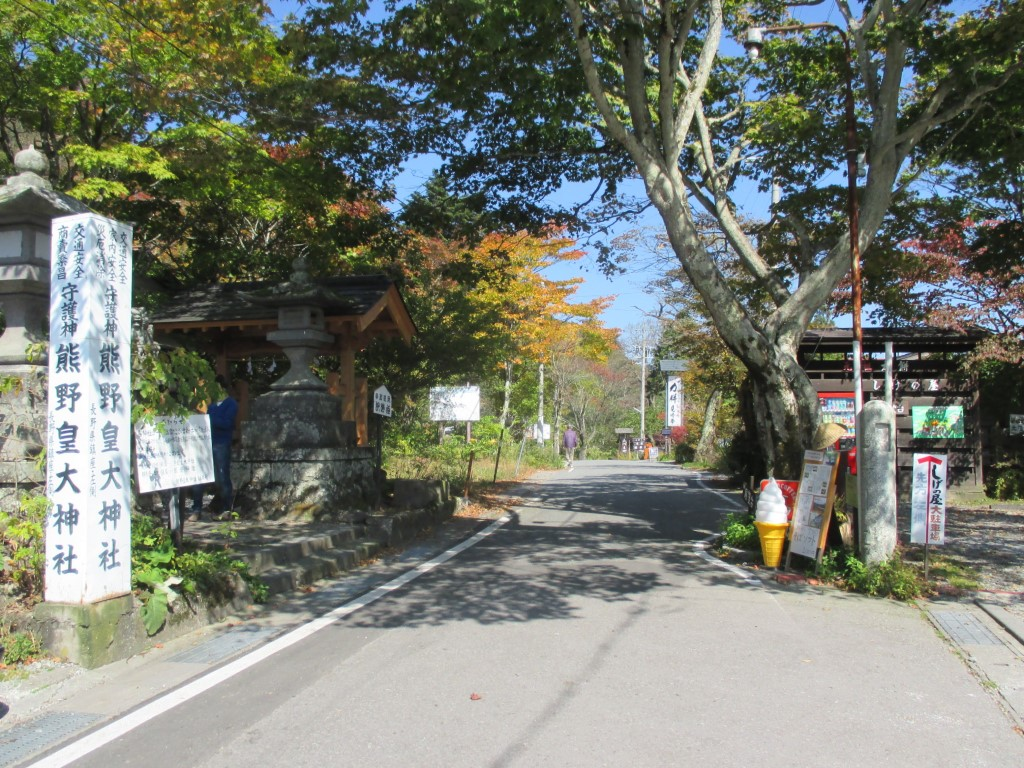
舊碓冰峠

自古以來作為連結坂東和信濃的道路使用，也是有名的難關。碓冰坂和駿河・相模國境的足柄坂以東的地域稱為坂東。《日本書紀·景行紀》記載，日本武尊在坂東平定的歸途，在碓冰坂（碓日坂），回想在為了拯救自己，而投水犧牲的妻子弟橘媛，歎息「吾妻者也（あづまはや）」。
中世，碓冰峠付近的主要道路通過現在的大字峠，峠上有熊野皇大神社（碓冰峠熊野神社）。
江戶時代，中山道作為五街道之一整備，舊碓冰峠路線成為本道。碓冰峠被視為連結關東和信濃國、北陸的重要場所，峠的江戶側設置關所（坂本關）嚴格管制。峠的前後設置坂本宿・輕井澤宿。
明治以降，重要性依然不變。1882年，在舊道的南側開闢新道。1886年，「碓氷新道」（相當於現在的舊國道18號）完成，碓冰峠往南移動，原本的碓冰峠稱作舊碓冰峠。1993年，上信越自動車道開通之後，明治時代新道的重要性也逐漸降低。

## 鐵道

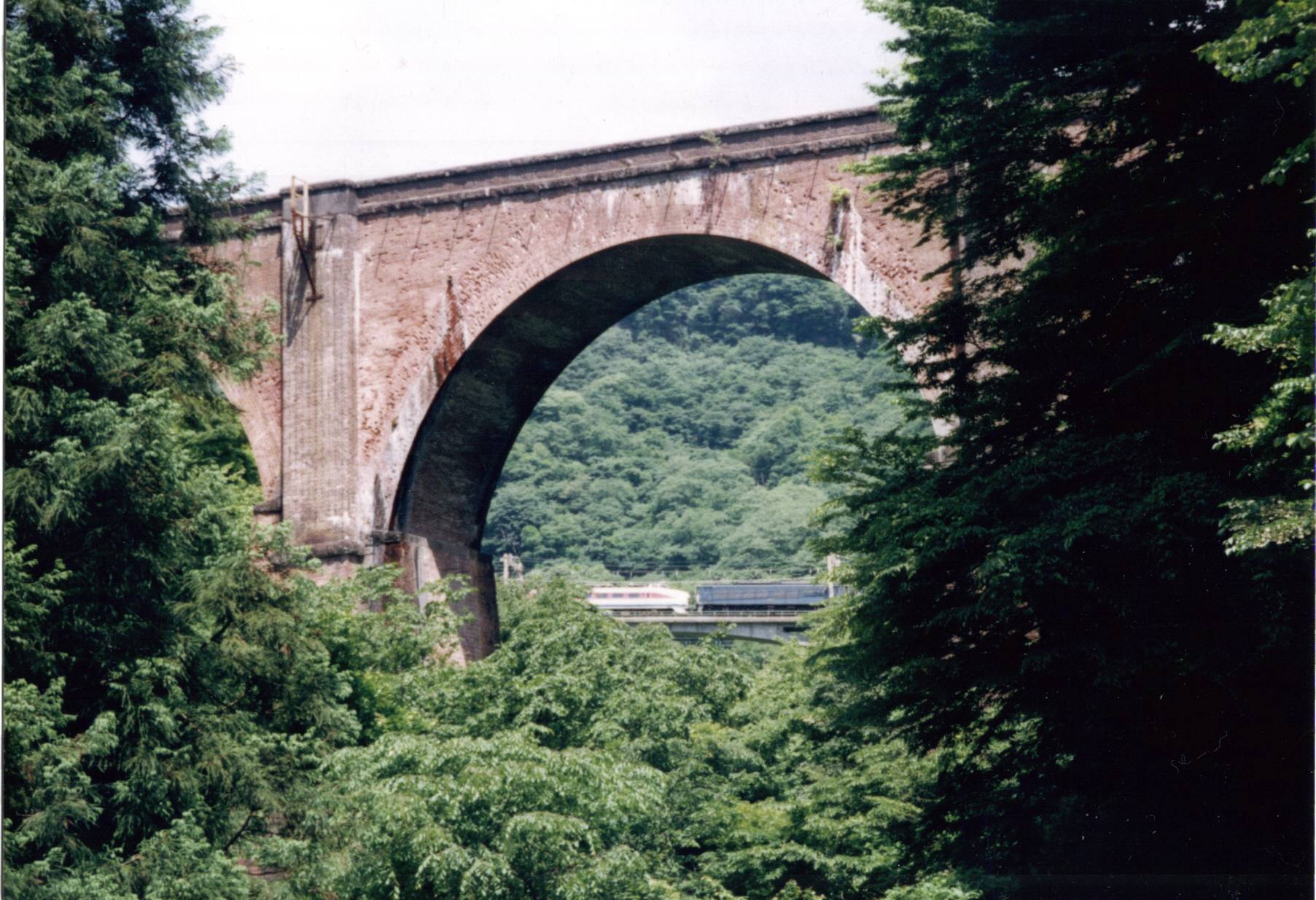
碓冰第三橋梁

鐵道也注意到碓冰峠的重要性，上野車站-橫川車站間在1885年開通，輕井澤車站 - 直江津車站間在1888年開通，碓冰峠區間的輸送成為一大瓶頸。1893年，官營鐵道中山道線（之後的信越本線）橫川 - 輕井澤間開通，橫越碓冰峠的路線也稱作「碓冰線」，「東之碓冰」和「北之板谷」、「西之瀨野八」等皆是有名的鐵道難關。為使列車通過此坡度達千分之66.7的陡坡路段，會加掛輔助機車。
1997年，長野新幹線開通之際，信越本線的碓冰峠區間（橫川 - 輕井澤間）廢止。廢止前的1993年（平成5年），鐵道設施之一部以「碓氷峠鉄道施設」之名指定為國之重要文化財。原本橫川機務段活化利用，成立碓冰嶺鐵道文化村展示此段鐵路的歷史。

## 脚注
1. 1 2  . .   [2025-06-06] （日语）.
2. ↑  1993年（平成5年）8月17日文部省告示第106号

## 關連項目
- 坂東：碓冰峠和箱根峠以東的稱呼。白河關（日语：白河関）和勿來關（日语：勿来関）以南。
- 頭文字D